# Шарлотта Стоклі
Бріттні Вітале (нар. 8 серпня 1986 (38 років), Юта, США), відома як Шарлотта Стоклі (англ. Charlotte Stokely) — американська порноакторка.

## Життжпис
Народилася 8 серня 1986 року в Солт-Лейк-Сіті, штат Юта, США.
В порноіндустрію потрапила в 2005 році, коли їй виповнилося 19 років. 
Знялася в понад 100 порносценах.

## Нагороди та номінації
- 2006 номінація на FAME Award — Rookie Starlet of the Year[7]
- 2007 номінація на AVN Award — Краща нова старлетка[8]
- 2008 номінація на AVN Award — Best All-Girl Sex Scene, Video (Girls Girls Love 2) with Kimberly Kane[9]
- 2008 номінація на AVN Award — Краща акторка другого плану - відео (Girls Lie)
- 2019 перемога на AVN Award — Лесбійська виконавиця року[10][11]

## Вибрана фільмографія
- My Daughter's Fucking Blackzilla 3
- Banging Blonde Bitches
- Big Booty White Girls 3
- Big Wet White Butts 5
- Bound And Gagged 20
- Cum Eating Teens 5
- Daddy's Worst Nightmare 11
- Debbie Loves Dallas
- Giggle Spot
- Hey Boys i'm Legal 4
- Interracial POV 4
- Interracial Relations
- Knocked Out Beauties 20
- Naked Girls Tied Up Tight
- Pink Velvet